# Rhabdammininae
Rhabdammininae es una subfamilia de foraminíferos bentónicos de la Familia Rhabdamminidae, de la Superfamilia Astrorhizoidea,  del Suborden Astrorhizina y del Orden Astrorhizida. Su rango cronoestratigráfico abarca el Holoceno.

## Discusión
Clasificaciones previas incluían Rhabdammininae en el Orden Textulariida.

## Clasificación
Rhabdammininae incluye a los siguientes géneros:
- Línea
- Marsipella
- Oculosiphon
- Rhabdammina

Otros géneros inicialmente asignados a Rhabdammininae de la Familia Astrorhizidae y actualmente clasificados en otras familias son:
- Rhizammina, ahora en la Familia Rhizamminidae
- Testulorhiza, ahora en la Familia Rhizamminidae

Otros géneros considerados en Rhabdammininae son:
- Pseudomarsipella, aceptado como Marsipella
- Rhabdaminella, aceptado como Marsipella o también como Pseudomarsipella